# غادجييفو
غادجييفو (بالروسية: Гаджиево) هي إحدى مدن روسيا في الكيان الفدرالي الروسي مورمانسك أوبلاست.تعرف بأنها كانت قاعدة غواصات أسطول الشمال للبحرية السوفيتية.والتي كانت تحوي 84 غواصة.